# 生死學
生死學是一門學問，牽涉到社會學、科學、醫學、法律等層面，企圖從理論或實務層面提供生命或死亡的相關見解。這些見解是與人類的社會文化脈絡形成的知識系統密切相關的，而在生死學的視野來看，人類的知識系統可粗分為三個主要部分：宗教、哲學、與科學，宗教解釋人的生前死後，科學研究出生到死亡，哲學則在思想上貫串整個時空，其間的關係正是生死學涵蓋的部分。由於大部分的學科都已經將生命的部分做出相當的研究，因此生死學探討的議題，便有大部分的內容在探討死亡，有時候狹義的說法會將生死學與死亡學畫上等號。

## 宗教與哲學觀點
- 佛教：
  - 生死：
    - 兩種生死：分段生死（或作分斷生死）、變易生死
    - 中陰
    - 輪迴
    - 解脫生死：涅槃、圓寂

  - 生：
    - 後有、不受後有
    - 三界生：欲界生、色界生、無色界生
    - 三界有：欲界有、色界有、無色界有
    - 六道、五趣
    - 十法界

  - 死：
    - 臨死位
    - 正死位
- 心理與靈魂現象：
  - 瀕死經驗
  - 前世回溯
  - 通靈
  - 靈魂出竅